# Cold Hard Truth
"Cold Hard Truth" é uma canção gravada pela cantora e compositora canadense Nelly Furtado para o seu sétimo álbum de estúdio, The Ride, (2017). Foi lançada como segundo single do álbum em 27 de janeiro de 2017.

## Recepção Crítica
Laurence Day do The Line of Best Fit escreveu que "é uma prévia poderosa do novo lançamento de Furtado - é recheado com batidas vigorosas e impulsionado por uma linha de baixo sólida, com melodias pops ruidosas prontas para ficar preso em seu cérebro por dias". Joey Nolfi da Entertainment Weekly chamou a música de "um baterista funky e otimista completo com sinos e sintetizadores vacilantes". Craig Jenkins da Vulture disse que "é uma abertura fulminante de electro-funk que surge com confiança após um rompimento, com a independência recém-descoberta no refrão que dá a sensação de que são seus próprios métodos preferidos de fazer e vender música ganhando o jogo e não para algum namorado bajulador".

## Lançamento
"Cold Hard Truth" foi lançada nas plataformas de streaming e para download digital em 27 de janeiro de 2017. Em 31 de março foi divulgada uma lyric video em seu canal oficial do YouTube. Em 7 de fevereiro a versão oficial da música, também foi lançada em seu canal oficial do YouTube.

## Performances ao Vivo
"Cold Hard Truth" foi performada no The Surrey Fusion Festival em 22 de julho de 2017.

## Lista de faixas
| Download Digital |                   |         |  |
| N.º              | Título            | Duração |  |
| 1.               | "Cold Hard Truth" | 2:54    |  |

## Histórico de lançamento
| Região | Data                  | Formato                     | Gravadora |
| ------ | --------------------- | --------------------------- | --------- |
| Várias | 27 de Janeiro de 2017 | Download digital, streaming | Nelstar   |